# Мати Йоанна від ангелів
«Мати Йоанна від ангелів» — оповідання Ярослава Івашкевича, яке автор закінчив писати в 1942 році. Твір був виданий лише в 1946 році в томі оповідань під назвою «Нова любов та інші оповідання» . Окремим виданням твір вийшов у світ в 1975 році.

## Сюжет
Історичною основою твору є легенда про одержимих монахинь у Франції, в місті Лоден. Ці події автор майстерно вписав у польське середовище, обрамлюючи його бароковою та середньовічною стилістикою.
У творі не подається точна дата подій, проте опираючись на інформацію подану автором: загальний опис звичаїв та героїв можна зробити висновок, що дія відбувається у першій половині 17 століття.
Місце дії — Людинь, маленьке містечко з монастирем на околиці Речі Посполитої, в якому відбуваються таємничі події. Єзуїт Сурин, їде до Людиня, в якому відбулися незвичні події. Група монахинь, що живуть у місцевому монастирі урсулинок, стають одержимими злими духами. Невдовзі Сурин прибуває до монастиря і разом з іншими ксьондзами проводить серію екзорцизмів. Однак попри всі зусилля йому не вдається вигнати демонів з тіла старшої монахині Йоанни. Сам Сурин постійно перебуваючи поряд з нею відчуває щоразу більшу напругу та неспокій. Він навіть не усвідомлює, що поступово закохується в мати Йоанну. Згодом в самого ксьондза вселяються біси і він нічим вже не може допомогти матері Йоанні. Його відправляють назад, до рідного міста, але по дорозі додому, одержимий бісами він у жахливий спосіб вбиває двох парубків, що супроводжували його в дорозі до дому. В кінці ми дізнаємось, що мати Йоанна одужала і до кінця своїх днів вела чесний спосіб життя.